# Mnioloma venezuelanum
Mnioloma venezuelanum là một loài rêu tản trong họ Calypogeiaceae. Loài này được (Fulford) R.M. Schust. mô tả khoa học lần đầu tiên năm 2000.